# 戸張楓音
戸張 楓音（とばり かのん、9月22日 - ）は、日本の女性声優。埼玉県出身。旧芸名は戸張 美里（とばり みさと）。
プロダクション・エースに所属していたが、2021年3月末をもって退所した。

## 出演
太字はメインキャラクター。

### アニメ
- シリー・シンフォニー（ジェニー、魔法使い）
- デッドマン・ワンダーランド（大島）

### ゲーム
- フォーオナー（2017年、バーサーカー〈女〉[1]）
- スターリンク バトル・フォー・アトラス （2019年、ゾンナ・ヴァンゴア）[2]

### 吹き替え
- ガーディアン
- キャピタリズム〜マネーは踊る〜（ジェイミー）
- ストリート・レジェンド（ローナ）
- CSI:ニューヨーク（アテンダント）
- シークレット・サークル
- ダ・ヴィンチ・デーモン（クラリス・オルシーニ）
- テラノバ/Terra Nova
- トキメキ☆成均館スキャンダル（チョソン、ミニョン）
- Dr.HOUSEシーズン5（ルー、シャーロット）
- 人間狩り（クリスタル）
- バッド・バイオロジー 狂った性器ども（広報係）
- 名犬リンチンチン（母親）
- 誘拐交渉人 裏切りの陰謀
- リゾーリ&アイルズ2
- 恋愛マニュアル〜まだ結婚したい女（母）
- ロビン・フッド（サラ）

### ナレーション
- 80s Lovers ビデオクリップ（DJ）
- カラオケ「UGA UGAバトサマー」キャンペーン

### ボイスオーバー
- アニマルクライムシーン
- エマニエルの気ままな列車旅
- クリエイティブメモリーズ